# Конвой O-803
Конвой O-803 — японський конвой часів Другої світової війни, проведення якого відбувалось у вересні — жовтні 1943 року.
Конвой сформували в Рабаулі — головній передовій базі японців в архіпелазі Бісмарка, з якої провадились операції на Соломонових островах та сході Нової Гвінеї. Кінцевим пунктом маршруту при цьому був важливий транспортний хаб на заході Каролінських островів Палау.
До складу конвою O-803 увійшли транспорти «Ямаюрі-Мару», «Чійо-Мару» та «Шоун-Мару» (Shoun Maru), а ескорт забезпечували мисливці за підводними човнами CH-22 та CH-24.
28 вересня 1943 року судна вийшли з Рабаула та попрямували на північний захід. Хоча на комунікаціях архіпелагу Бісмарка традиційно діяли американські підводні човни, проте цього разу конвою вдалось пройти без перешкод та 5 жовтня досягнути Палау.